# Dustin Poirier
Dustin Glenn “The Diamond” Poirier (Lafayette, Louisiana, 1989. január 19. –) amerikai MMA (kevert harcművészetek) harcos. Jelenleg (2019) a Ultimate Fighting Championship (UFC) könnyűsúlyú versenyzője. 2009 óta űzi a sportot profi szinten, korábban megfordult olyan szervezetekben, mint például: Bang FC és WEC (World Extreme Cagefighting) Poirier említésre méltó győzelmei közé sorolható Max Holloway (kétszer) Eddie Alvarez, Justin Gaethje vagy éppen Anthony Pettis.Eddigi legnagyobb győzelmét Conor McGregor elleni KO győzelme volt. 2020 január 26.-i adatok szerint ő a 7. legjobb harcos a UFC összesített listáján. Jelenleg a súlycsoport elsőszámú kihívója. Khabib Nurmagomedov jelenlegi bajnok visszavonulása miatt nem valószínű hogy lesz Khabib-Poirier 2. Dustin egy újabb meccset McGregorral vagy egy Nate Diaz elleni mérkőzést szeretne.

## Háttér
Dustin Glenn Poirier 1989. január 19-én született Louisiana Lafayette-ben. Francia telepesek leszármazottja. Poirier nehéz körülmények között nőtt fel, szülei fiatal korában elváltak. 10 évesen kiütötte egy 15 éves gyerek fogát, ennek következményeként családjával a bíróságon is meg kellett jelenniük. Poirier a Northside High School-ba járt, ahol már 8. osztályban találkozott jelenlegi feleségével, Jolie-vel. 9. osztály után Poirier ott hagyta az iskolát és dolgozni kezdett. Iskolás évei alatt több sportot is kipróbált, például az amerikai focit és a birkózást. 17 éves korában már el is költözött otthonról és teljes munkaidőben dolgozott. Szintén 17 évesen kezdett el boxolni ez volt az első olyan sport, amit komolyan elkezdett csinálni. Az edzőteremben más MMA-sokat látva kedvet kapott ahhoz a sporthoz, és hamarosan el is kezdett MMA-zni.

## MMA karrier

### A kezdetek
Poirier a Gladiator Academy helyen kezdett el edzeni, ahol edzője a UFC veterán Tim Credeur lett. Poirier első amatőr harcára felesége vitte el, Poirier azóta is sokszor elmondta, hogy Jolie mindig nagyon támogatta az álmai elérésében. Amatőr harcainak nagy részét Poirier az úgy nevezett USS-MMA szervezetbe vívta. 7-0-ás amatőr mérleg után 2009-ben profi karrierbe kezdett. Helyi kisebb szervezetekben 7-0-ás profi mérleget állított be, ahol ráadásul mind a hét győzelmét kiütéssel vagy feladásos módon szerezte.

### World Extreme Cagefighting
Poirier első mérkőzését a szervezetben elvesztette 2010. augusztus 18-án Danny Castillo ellen a WEC 50-en, egyhangú pontozással.
A WEC 52-n 2010. november 11-én Poirier legyőzte Zach Micklewright-ot TKO-val az első menetben.

### Ultimate Fighting Championship

#### 2010
2010 októberében a két Zuffa tulajdonában lévő szervezet a WEC és a UFC egyesült, és ennek eredményeképpen az összes WEC harcos a UFC-be került, így Poirier is.
Az így új UFC pehelysúlyú bajnok José Aldo az 1. számú kihívóval nézett volna szembe Josh Grispi-vel, aki 10 harcos győzelmi szérián volt.  Aldo végül hát sérülés miatt lemondta a harcot 2010. november 23-án, és így a UFC 125-ön 2011. január 1-én Poirier lépett a helyébe. Nagy meglepetést okozva 3 domináns menet után Poirier megnyerte a küzdelmet egyhangú pontozással.

#### 2011
Poirier következő harca Rani Yahya ellen lett volna de sérülés miatt a UFC-ben akkor bemutatkozó Jason Young helyettesítette. A küzdelemre 2011. június 11-én a UFC 131-en került sor, ahol Poirier egyhangú pontozással nyert.
2011. november 12-én Poirier a UFC on Fox 1-en legyőzte Pablo Garza-t a második menetben D’arce fojtással.

#### 2012
Poirier következő harca Erik Koch ellen lett volna 2012. február 4-én a UFC 143-on. Azonban Koch sérülés miatt lemondta a küzdelmet és a helyére Ricardo Lamas került. Aztán, két hét múlva Lamas-nak is le kellett mondania sérülés miatt így Poirier ismét ellenfél nélkül maradt. Egy héttel később Max Holloway elvállalta a küzdelmet. Poirier legyőzte Holloway-t az első menetben egy háromszög-karfeszítéssel, “mount” pozícióból.
Poirier következő ellenfele Chan Sung Jung (Korean Zombie) volt 2012. május 15-én a UFC on Fuel TV: Korean Zombie vs Poirier-en. Ez volt Poirier első fő mérkőzése egy gálán (ez azt is jelenti, hogy 5 menetes a küzdelem). Jung legyőzte Poirier-t a negyedik menetben egy D’arce fojtással. A harccal mindketten elnyerték a Fight of the Night díjat. Az év végén több MMA-val foglalkozó média is ezt a harcot választotta az év harcának.
Ez a harc után Poirier és családja Dél-Floridába költözött, hogy a American Top Team-be kezdjen edzeni.
Poirier 2012. december 15-én a Ultimate Fighter 16 Finale-on legyőzte Jonathan Brookins-t az első menetbe D’arce fojtással.

#### 2013
Poirier előző győzelme után relatív hamar ketrecbe lépett csak 63 nap kihagyás után a sérült Dennis Siver-t helyettesítve 2013. február 16-án a UFC on Fuel TV: Barao vs McDonald-on Cub Swanson-nal küzdött meg. A küzdelem alatt mindkét harcos kemény ütéseket mért az ellenfelére, Poirier lábrúgásokat és kétlábas földreviteli kísérleteket is alkalmazott. Ezzel szemben Swanson fejrúgásokkal talált be, és amikor a földre kerültek, fojtási kísérletekkel próbálkozott. Poirier elvesztette a küzdelmet egyhangú pontozással.
Poirier következő ellenfele Erik Koch volt, akivel 2013. augusztus 31-én a UFC 164-en küzdött meg. Poirier a harc során többször megsebezte Koch-ot ütésekkel, az első menet végén le is ütötte őt, de nem volt ideje befejezni a küzdelmet. Végül Poirier a küzdelmet egyhangú pontozással nyerte meg.
A küzdelem után Poirier visszavágót kért Cub Swanson-tól. Ariel Helwani-nak (riporter) azt mondta (lefordítva): Swanson legyen férfi, vállalja el a küzdelmet.
2013. december 28-án Poirier a UFC 168-on Diego Brandao ellen küzdött meg. Poirier az első menetben K.O.-val nyert.

#### 2014
2014. április 16-án Poirier a The Ultimate Fighter Nations Finale-n Akira Corassani-val küzdött meg. Poirier a második menetben TKO-val megnyerte a küzdelmet. Ezzel Poirier begyűjtötte második Fight of the Night díját.
Poirier következő ellenfele Conor McGregor volt, akivel 2014. szeptember 27-én a UFC 178-on küzdött meg. Poirier elvesztette a küzdelmet a második menetben TKO-val. Ez volt az első alkalom, hogy Poiriert állóharcban állították meg. A harc után Poirier elmondta, ez a harc több szempontból is meghatározó volt a karrierjében. McGregor híres arról, hogy próbál ellenfeleinek fejébe mászni és mentális hadviselést is folytat. Poirier elmondta, hogy ez nagyon jól működött ellene, mielőtt kisétáltak volna a ketrechez, McGregor rámosolygott és rámutatott. Poirier elmondása szerint ott eldurrant az agya és dühből harcolt. Azóta viszont már próbálja nem zavartatni az ilyenektől.
A vereség után Poirier felment a könnyűsúlyú divízióba. Poirier azt nyilatkozta, azért, mert a túl nagy fogyasztás elterelte figyelmét az edzésről. Azt is állította, hogy ottmarad a könnyűsúlyú divizióban, nem megy vissza pehelybe és nem megy fel váltósúlyba. “Itt (könnyűsúlyban) fogom megnyerni a bajnoki övet.” mondta Poirier egy interjúban (lefordítva).

#### 2015
Poirier következő harca, azaz az első harca könnyűsúlyban 2015. április 4-én volt a UFC Fight Night 63-on. Az ellenfele Carlos Diego Ferreira volt, akit az első menetben K.O.-val legyőzött. Poirier ezzel első Performance of the Night díját is begyűjtötte. Egészen eddig ez volt Poirier legjobban fizetett estéje, körülbelül 118 ezer dollárt kapott.
Poirier következő ellenfele Yancy Medeiros ellen volt 2015. június 6-án a UFC Fight Night 68-on. Poirier kétszer is leütötte Medeiros-t ütésekkel, majd aztán be is fejezte a küzdelmet. Az első menetben TKO-val nyerte meg a küzdelmet. Emellett második Performance of the Night díját is megszerezte.

#### 2016
Poirier következő ellenfele Joseph Duffy lett volna 2015. október 24-én a UFC Fight Night 76-on. Azonban október 21-én, az esemény előtt 3 nappal Duffy lemondta a küzdelmet sérülés miatt, edzésen agyrázkódást szenvedett. Poirier így ellenfél nélkül maradt. A harcot végül átrakták másik időpontra, 2016. január 2-án a UFC 195-ön küzdöttek végül meg. Poirier megnyerte a küzdelmet egyhangú pontozással. A küzdelem alatt Poirier-nek eltört az orra és a harc után kórházba kellett szállítani ,és hat hetes orvosi eltiltást kapott.
Poirier 2016. június 4-én Bobby Green-nel harcolt a UFC 199-en. Green próbálta felhúzni Poirier-t, beszélt és mutogatott neki. Válaszul Poirier leütötte a földre Green-t az egyik ilyen alkalommal. Később a menetben be is fejezte a küzdelmet. Poirier K.O.-val nyerte a küzdelmet az első menetben. Fizetése az este 110 000 dollár volt ezzel ez volt a második legjobban fizetett “munkanapja”.
Poirier következő ellenfele Michael Johnson volt, akivel 2016. szeptember 17-én a UFC Fight Night 94-en küzdött meg. Poirier elvesztette a küzdelmet az első menetben K.O-val.

#### 2017
Poirier Jim Miller ellen lépett a ketrecben 2017. február 11-én a UFC 208-on. Poirier a ketrechez szorította Miller-t és látszólag megsebezte ütésekkel. Válaszul Miller folyamatosan lábrúgásokkal sebezte Poirier-t. Később a harcban Miller kisöpörte Poirier lábait és a földön egy kimura feszítéssel próbálkozott. Poirier viszont sikeresen védekezett. A szoros mérkőzése végén Poirier kezét emelhette fel a bíró, ő nyert egyhangú pontozással. A harccal elnyerték a Fight of the Night díjat is. Poirier több sérülést is összeszedett a harc közben.
Következő harca Poirier-nek Eddie Alvarez ellen volt 2017. május 13-án a UFC 211-en. Poirier komolyan megsebezte Alvarez-t a második menetben, de aztán ő került a földre mikor Alvarez két szabálytalan térdest mért Poirier fejére. Miután a Texasi bizottság még nem az új szabályok szerint operált a bíró, Herb Dean eredménytelennek ítélte a mérkőzést, mert szerinte Alvarez nem volt tisztában, hogy nem szabadott volna a térdeseket Poirier fejére mérni.
Poirier következő ellenfele Anthony Pettis volt, akivel 2017. november 11-én a UFC Fight Night 120-on mérkőzött meg. Ez a harc volt a gála fő mérkőzése. Poirier a harmadik menetben nyerte meg a küzdelmet, miután Pettis kopogott. Poirier megsebezte Pettis-t, majd a földre kerülve egy test háromszöget rakott rá. Ettől Pettis-nek eltört egy bordája és ezért kopogott. Ugyan feladás volt, a mérkőzést mégis TKO győzelemnek ítéltek Poirier-nek.
Ezzel a küzdelemmel elnyerték a Fight of the Night díjat.

#### 2018
A Pettis küzdelem után, Poirier egy új szerződést írt alá a UFC-vel miután már csak 3 harc volt az előző szerződésben.
Poirier következő ellenfele Justin Gaethje ellen volt 2018. április 14-én a UFC on Fox 29. Poirier a második menetben TKO-val nyert és ezzel a Performance of the Night díjat is elnyerte.
Poirier következő mérkőzése egy visszavágó volt Eddie Alvarez ellen, miután mindketten legyőzték Justin Gaethje-t és az előző mérkőzésük nem hozott tényleges eredményt. A harc 2018. július 28-án a UFC on Fox 30-on a fő meccsként történt meg. Ezúttal Poirier a második menetben TKO-val nyert és a Performance of the Night díjat is begyűjtötte.
Hosszas tárgyalások és sok pletyka után 2018. augusztus 3-án bejelentették, hogy Poirier Nate Diaz-zal fog megküzdeni 2018. november 3-án a UFC 230-on ami a Madison Square Garden-ben volt megtartva. Azonban 2018. október 10-én Poirier csípősérülés miatt lemondta a küzdelmet. A harc nem kapott új időpontot, azóta se csaptak össze.

#### 2019
Dustin következő mérkőzése 2019. április 13-án volt Max Holloway ellen a UFC 236-on. Holloway-nek, az akkori pehelysúlyú bajnoknak ez volt az első könnyűsúlyú küzdelme a UFC-ben, és nem mellesleg ez a harc a UFC ideiglenes könnyűsúlyú bajnoki övéért ment. Az első menetekben Poirier sokkal erősebbnek tűnt és többször is megsebezte Holloway-t. Ugyan Holloway a harc végére átvette a mérkőzést irányítását, Poirier megnyerte a küzdelmet egyhangú pontozással. A küzdelemmel elérték a Fight of the Night díjat is.
Poirier következő mérkőzése a bajnok és veretlen Khabib Nurmagomedov ellen volt  2019. szeptember 7-én a UFC 242-n. Ez a gála Abu-Dzabi-ban volt megrendzeve. Khabib már az első menetben megszerezte az első földrevitelét és után az egész harcban dominálni és fárasztani tudta a földön Poirier-t. A harmadik menetben hátsó fojtással le is győzte Poiriert-t.

## Edzések
Poirier korábban a Gladiators Academy csapatában edzett, majd 2012-ben az American Top Team csapatában kezdett el edzeni Floridában. Korábbi főedzője, Tim Credeur most már csak a Jiu Jitsu edzésekért felel. Poirier feketeöves a sportban. Poirier erő és erőnlétéért Phil Daru és Nicholas Davenport felel. Jelenlegi főedzője Mike Brown.

## Magánélet és érdekességek
Poirier 14 évesen csináltatta az első tetoválását. Ma már több tetoválása is van, a mellkasa és a kezein több tetoválás is látható. A mellkasán két japán karakter is található.
Poirier felesége, Jolie, akivel még gimnáziumban találkozott, 2015-ben esett teherbe és első gyermekük, Parker Noelle Poirier 2016. augusztus 20-án született meg.
Poirier nagyon lelkes az ételek és a főzés iránt. Sokaknak ez kínzásnak hangzik, de Poirier szeret kajás videókat nézni fogyasztás közben. Szokása, hogy a harcok után édességekkel jutalmazza magát, amiket már előre bekészít. Poirier azt is elmondta, MMA karrierje szívesen foglalkozna a főzéssel nem csak hobbiként. Egyik ötlete, hogy egy “show”-t csinál, amiben járja a világot, ételeket és helyi edzőtermeket próbál ki.
Poirier az egyik szereplője a Fightville című dokumentum filmnek, amit Petra Epperlein és Michael Tucker készített. A film a dél Louisiana-i MMA-sok helyzetét és egy két kiemelt alakját mutatja be.

## Jótékonykodás
Poirier a UFC 211-en, amikor Eddie Alvarez-zel harcolt, viselt ruháját  eBay-en elárverezte, hogy a bevételt a Second Harvest Food Bank-nak adományozza. A legmagasabb ajánlat 5100 dollár volt, Poirier pólójáért, kesztyűéért, sapkájáért, bandázsáért és gatyájáért. Ezután Poirier folytatta ezt a szokását. A UFC Fight Night 120-on viselt ruhájából gyűjtött pénzt egy elhunyt Lafayette-i rendőr családjának adományozta. A UFC on Fox 29-en viselt ruhájából gyűjtött pénzt az Acadiana Outreach Center-nek adományozta. Poirier szintén elárverezte a UFC on Fox-on viselt ruháját és ebből a pénzből 500 iskolatáskát vásárolt a szülővárosában lévő iskolába járó diákoknak.
2018 áprilisában Poirier és felesége létrehozta a Good Fight Foundation nevű jótékonysági szervezetet. Annak az év karácsonyán egy edzőterem gyermekeinek biztosítottak karácsonyi ajándékokat.

## Sikerei, díjai és rekordok
- Ultimate Fighting Championship
  - ideiglenes UFC könnyűsúlyú bajnok (egyszeres, jelenlegi)
  - Fight of the Night (hatszor) vs. Jung Chan-Sung, Akira Corassani, Jim Miller, Anthony Pettis, Justin Gaethje, és Max Holloway
  - Submission of the Night (egyszer) vs. Max Holloway
  - Performance of the Night (háromszor) vs. Carlos Diego Ferreira, Yancy Medeiros, és Eddie Alvarez
- ESPN MMA Awards
  - Fight of the Year (2012) vs. Jung Chan-Sung  május 15-én
- Sherdog Awards
  - Fight of the Year (2012) vs. Jung Chan-Sung  May 15-én
- MMAJunkie.com
  - 2014 April Fight of the Month vs. Akira Corassani
  - Fight of the Year (2018) vs. Justin Gaethje
- MMAWeekly.com
  - Fight of the Year (2018) vs. Justin Gaethje
- MMA Fighting
  - Fight of the Year (2018) vs. Justin Gaethje
- Wrestling Observer Newsletter
  - Fight of the Year (2012) vs. Jung Chan-Sung május 15-én
  - Fight of the Year (2018) vs. Justin Gaethje április 14-én

## MMA mérleg
| Profi mma mérleg összesítve |             |           |
| 31 mérkőzés                 | 25 győzelem | 6 vereség |
| Kiütéssel                   | 12          | 2         |
| Fojtás/feszítés             | 7           | 2         |
| Pontozással                 | 6           | 2         |
| Eredmény nélküle            | 1           | 1         |

| Eredmény         | Mérleg   | Ellenfél              | Módja                                    | Esemény                                                  | Dátum               | Menet | Idő  | Helyszín                               | Megjegyzés                                                                           |
| ---------------- | -------- | --------------------- | ---------------------------------------- | -------------------------------------------------------- | ------------------- | ----- | ---- | -------------------------------------- | ------------------------------------------------------------------------------------ |
| Győzelem         | 25–5 (1) | Max Holloway          | Pontozás (egyhangú)                      | UFC 236                                                  | Április 13, 2019    | 5     | 5:00 | Atlanta, Georgia, United States        | Megnyerte az ideiglenes UFC könnyűsúlyú bajnoki övet. Fight of the Night.            |
| Győzelem         | 24–5 (1) | Eddie Alvarez         | TKO (ütések)                             | UFC on Fox: Alvarez vs. Poirier 2                        | Július 28, 2018     | 2     | 4:05 | Calgary, Alberta, Canada               | Performance of the Night.                                                            |
| Győzelem         | 23–5 (1) | Justin Gaethje        | TKO (ütések)                             | UFC on Fox: Poirier vs. Gaethje                          | Április 14, 2018    | 4     | 0:33 | Glendale, Arizona, United States       | Fight of the Night.                                                                  |
| Győzelem         | 22–5 (1) | Anthony Pettis        | TKO (borda sérülés)                      | UFC Fight Night: Poirier vs. Pettis                      | November 11, 2017   | 3     | 2:08 | Norfolk, Virginia, United States       | Fight of the Night.                                                                  |
| Eredmény nélküli | 21–5 (1) | Eddie Alvarez         | Eredmény nélküli (illegális térdesek)    | UFC 211                                                  | Május 13, 2017      | 2     | 4:12 | Dallas, Texas, United States           | Alvarez nem engedélyezett térdeseket mért Poirier-re.                                |
| Győzelem         | 21–5     | Jim Miller            | Pontozás (többségi)                      | UFC 208                                                  | Február 11, 2017    | 3     | 5:00 | Brooklyn, New York, United States      | Fight of the Night.                                                                  |
| Vereség          | 20–5     | Michael Johnson       | KO (ütések)                              | UFC Fight Night: Poirier vs. Johnson                     | Szeptember 17, 2016 | 1     | 1:35 | Hidalgo, Texas, United States          |                                                                                      |
| Győzelem         | 20–4     | Bobby Green           | KO (ütések)                              | UFC 199                                                  | Június 4, 2016      | 1     | 2:52 | Inglewood, California, United States   |                                                                                      |
| Győzelem         | 19–4     | Joseph Duffy          | Pontozás (egyhangú)                      | UFC 195                                                  | Január 2, 2016      | 3     | 5:00 | Las Vegas, Nevada, United States       |                                                                                      |
| Győzelem         | 18–4     | Yancy Medeiros        | TKO (testrúgás és ütések)                | UFC Fight Night: Boetsch vs. Henderson                   | Június 6, 2015      | 1     | 2:38 | New Orleans, Louisiana, United States  | Catchweight (159.5 lbs) küzdelem; Medeiros túlsúlyos volt. Performance of the Night. |
| Győzelem         | 17–4     | Carlos Diego Ferreira | KO (ütések)                              | UFC Fight Night: Mendes vs. Lamas                        | Április 4, 2015     | 1     | 3:45 | Fairfax, Virginia, United States       | Első könnyűsúlyú küzdelme a UFC-ben. Performance of the Night.                       |
| Vereség          | 16–4     | Conor McGregor        | TKO (ütések)                             | UFC 178                                                  | Szeptember 27, 2014 | 1     | 1:46 | Las Vegas, Nevada, United States       |                                                                                      |
| Győzelem         | 16–3     | Akira Corassani       | TKO (ütések)                             | The Ultimate Fighter Nations Finale: Bisping vs. Kennedy | Április 16, 2014    | 2     | 0:42 | Quebec City, Quebec, Canada            | Fight of the Night.                                                                  |
| Győzelem         | 15–3     | Diego Brandão         | KO (ütések)                              | UFC 168                                                  | December 28, 2013   | 1     | 4:54 | Las Vegas, Nevada, United States       | Catchweight (151.5 lbs) küzdelem; Brandão túlsúlyos volt.                            |
| Győzelem         | 14–3     | Erik Koch             | Pontozás (egyhangú)                      | UFC 164                                                  | Augusztus 31, 2013  | 3     | 5:00 | Milwaukee, Wisconsin, United States    |                                                                                      |
| Vereség          | 13–3     | Cub Swanson           | Pontozás (egyhangú)                      | UFC on Fuel TV: Barão vs. McDonald                       | Február 16, 2013    | 3     | 5:00 | London, England                        |                                                                                      |
| Győzelem         | 13–2     | Jonathan Brookins     | Fojtás/feszítés (D'Arce fojtás)          | The Ultimate Fighter: Team Carwin vs. Team Nelson Finale | December 15, 2012   | 1     | 4:15 | Las Vegas, Nevada, United States       |                                                                                      |
| Vereség          | 12–2     | Chan Sung Jung        | Fojtás/feszítés (D'Arce fojtás)          | UFC on Fuel TV: Korean Zombie vs. Poirier                | Május 15, 2012      | 4     | 1:07 | Fairfax, Virginia, United States       | Fight of the Night.                                                                  |
| Győzelem         | 12–1     | Max Holloway          | Fojtás/feszítés ( háromszög-karfeszítés) | UFC 143                                                  | Február 4, 2012     | 1     | 3:23 | Las Vegas, Nevada, United States       | Submission of the Night.                                                             |
| Győzelem         | 11–1     | Pablo Garza           | Fojtás/feszítés (D'Arce fojtás)          | UFC on Fox: Velasquez vs. dos Santos                     | November 12, 2011   | 2     | 1:32 | Anaheim, California, United States     |                                                                                      |
| Győzelem         | 10–1     | Jason Young           | Pontozás (egyhangú)                      | UFC 131                                                  | Június 11, 2011     | 3     | 5:00 | Vancouver, British Columbia, Canada    |                                                                                      |
| Győzelem         | 9–1      | Josh Grispi           | Pontozás (egyhangú)                      | UFC 125                                                  | Január 1, 2011      | 3     | 5:00 | Las Vegas, Nevada, United States       | Pehelysúlyú debütálása.                                                              |
| Győzelem         | 8–1      | Zach Micklewright     | TKO (ütések)                             | WEC 52                                                   | November 11, 2010   | 1     | 0:53 | Las Vegas, Nevada, United States       |                                                                                      |
| Vereség          | 7–1      | Danny Castillo        | Pontozás (egyhangú)                      | WEC 50                                                   | Augusztus 18, 2010  | 3     | 5:00 | Las Vegas, Nevada, United States       |                                                                                      |
| Győzelem         | 7–0      | Derek Gauthier        | KO (ütés)                                | Ringside MMA                                             | Június 18, 2010     | 1     | 0:57 | Montreal, Quebec, Canada               |                                                                                      |
| Győzelem         | 6–0      | Derrick Krantz        | Fojtás/feszítés (karfeszítés)            | USA MMA: Night of Champions 2                            | Március 6, 2010     | 2     | 3:35 | Lafayette, Louisiana, United States    |                                                                                      |
| Győzelem         | 5–0      | Ronny Lis             | Fojtás/feszítés (karfeszítés)            | USA MMA: Border War 2                                    | November 13, 2009   | 1     | 0:51 | Lake Charles, Louisiana, United States |                                                                                      |
| Győzelem         | 4–0      | Daniel Watts          | KO (ütések)                              | Bang FC                                                  | Október 31, 2009    | 1     | 1:26 | Greenville, Mississippi, United States |                                                                                      |
| Győzelem         | 3–0      | Joe Torrez            | TKO (ütések)                             | USA MMA 8: Natural Disaster 3                            | Augusztus 1, 2009   | 1     | 2:37 | New Iberia, Louisiana, United States   |                                                                                      |
| Győzelem         | 2–0      | Nate Jolly            | Fojtás/feszítés (karfeszítés)            | Cajun FC                                                 | Június 26, 2009     | 2     | 3:54 | New Iberia, Louisiana, United States   |                                                                                      |
| Győzelem         | 1–0      | Aaron Suarez          | KO (ütések)                              | USA MMA 7: River City Rampage                            | Május 16, 2009      | 1     | 1:19 | Shreveport, Louisiana, United States   |                                                                                      |